# Rantigny
Rantigny település Franciaországban, Oise megyében. Lakosainak száma 2538 fő (2022. január 1.). Rantigny Breuil-le-Vert, Bailleval, Cambronne-lès-Clermont, Cauffry, Liancourt és Neuilly-sous-Clermont községekkel határos.

## Népesség
A település népessége az elmúlt években az alábbi módon változott:
| Lakosok száma | 2587 | 2519 | 2518 | 2506 | 2526 | 2541 | 2540 | 2539 | 2538 |
|               | 2013 | 2015 | 2016 | 2017 | 2018 | 2019 | 2020 | 2021 | 2022 |